# Operace Komenský

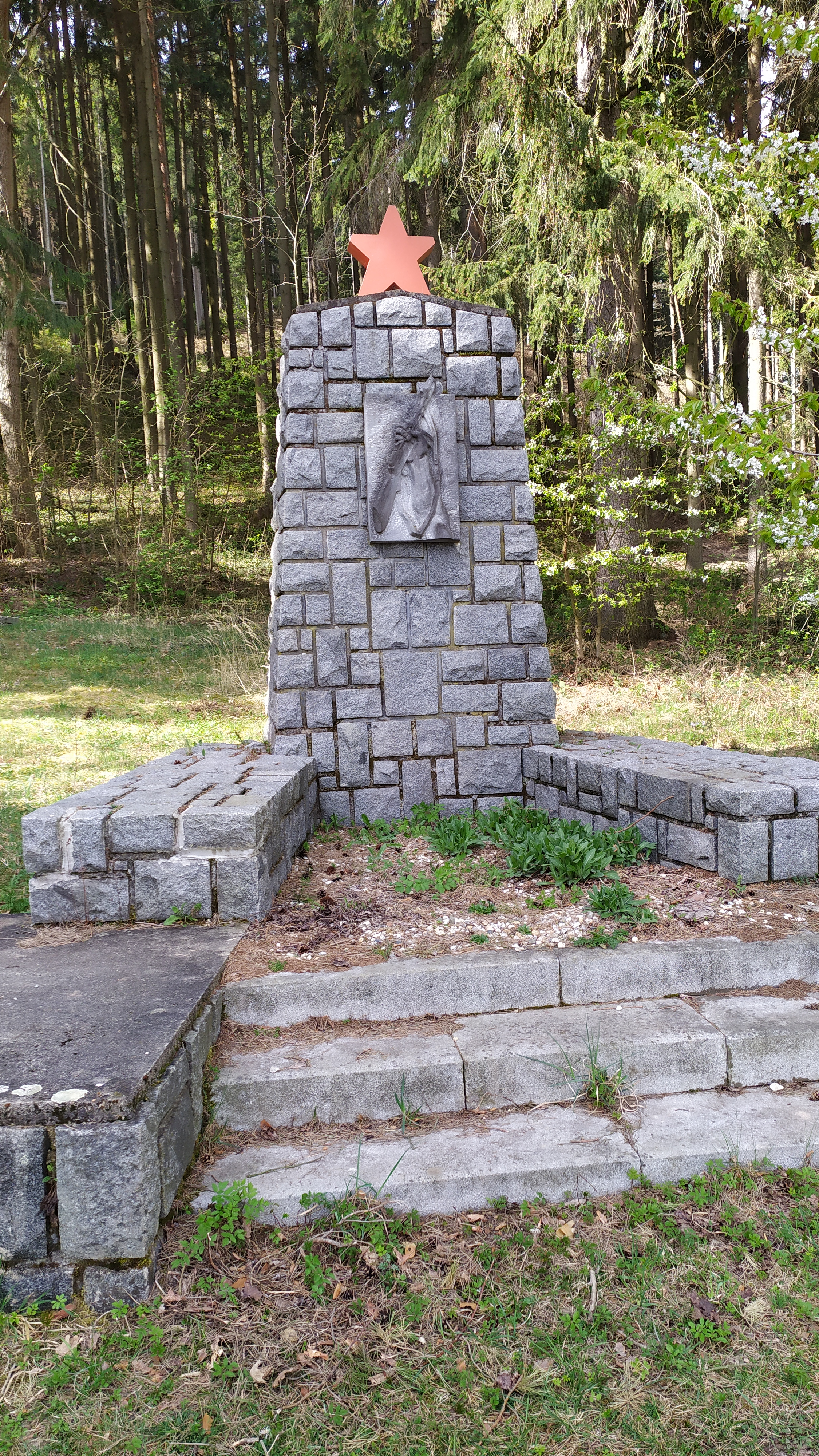
Pomník parašutistům u Předního Arnoštova

Výsadek Komenský (občas mylně označován jako výsadek Borkaňuk) byl desetičlenný výsadek pod velením Gustava Schneidera. Parašutisté měli být vysazeni na území Protektorátu Čechy a Morava. K výsadku došlo nedaleko vrchu Písečná u obce Pohledy v okrese Svitavy krátce po půlnoci 22. ledna 1945.